# Juan Carlos Paniagua Prieto
Juan Carlos Paniagua Prieto (Navalmoral de la Mata, 20 de març de 1966) és un exfutbolista extremeny, que ocupava la posició de davanter.
Va començar a destacar a les files del CF Extremadura. L'estiu de 1991 recala al CD Toledo, on juga tres campanyes. La temporada 93/94 qualla una gran temporada amb els castellans, marcant 15 gols en 36 partits, que va servir perquè el seu equip jugarà la promoció d'ascens a Primera, que finalment va perdre.
Però Paniagua sí que va pujar a la màxima categoria al fitxar per la SD Compostela. Hi romandria dues campanyes amb els gallecs, jugant sempre de davanter suplent. La temporada 96/97 qualla una altra gran temporada amb l'Almería CF. Marca 16 gols, insuficients perquè els andalusos no mantingueren la categoria. A l'any següent juga amb el Llevant UE, apareixent soles en 9 ocasions.